# Sillabo

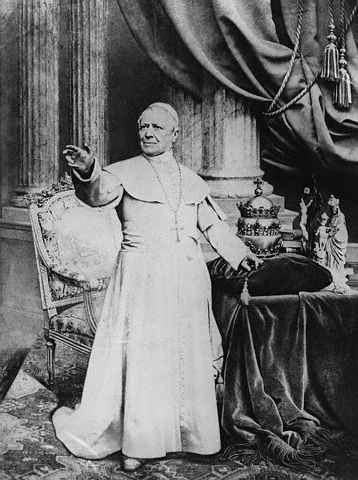
Papa Pio IX

Il  Syllabus complectens praecipuos nostrae aetatis errores (in italiano Elenco contenente i principali errori del nostro tempo, chiamato per antonomasia Sillabo) è un elenco di ottanta proposizioni che papa Pio IX pubblicò insieme all'enciclica Quanta cura nella ricorrenza della solennità dell'Immacolata Concezione, l'8 dicembre 1864.
Nel Sillabo sono condannati il liberalismo, vecchie eresie che si riaffacciavano nelle idee dell'epoca, l'ateismo, il comunismo, il socialismo, l'indifferentismo, il nazionalismo, il razionalismo e proposizioni relative alla Chiesa e alla società civile (tra cui il matrimonio civile).

## Genesi
L'idea di pubblicare un elenco di errori da condannare in blocco non era nuova e precede di molti anni la stesura del Sillabo (fu proposta già nel 1849 - 15 anni prima  -  dall'arcivescovo di Perugia, il futuro papa Leone XIII).

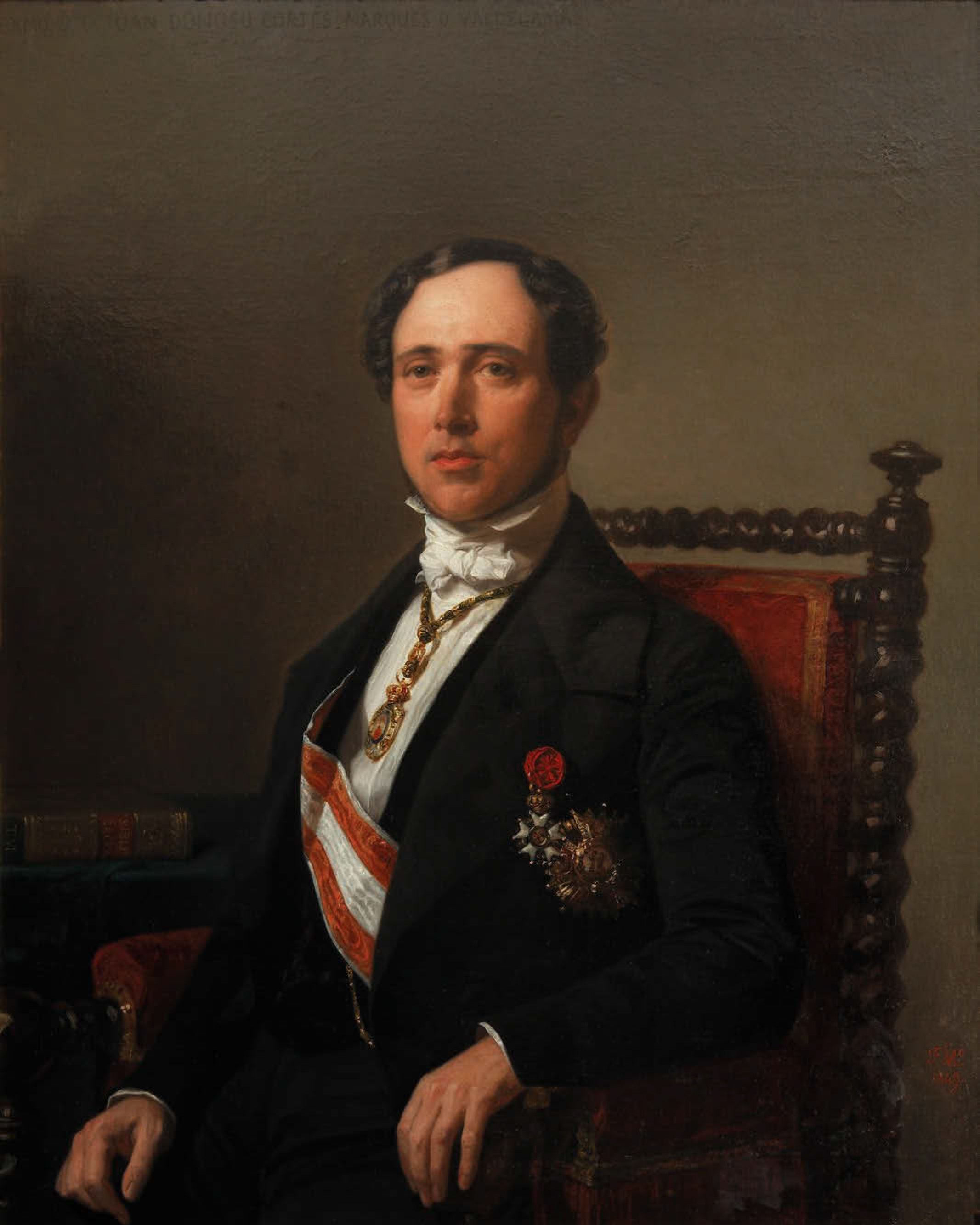
Juan Donoso Cortés, politico e scrittore spagnolo

L'incarico di preparare una bozza di studio fu affidato ad un laico, Juan Donoso Cortés (1809-1853), un liberale che si era convertito al cattolicesimo. Donoso Cortés, incaricato nel 1852 dal cardinale Raffaele Fornari di vagliare la possibile pubblicazione di una condanna degli errori del loro tempo, sosteneva che un errore politico o sociale origina necessariamente da un errore teologico e pertanto la condanna del liberalismo non poteva non partire dalla condanna di vecchie eresie così come si vedevano rinascere nel liberalismo e nel socialismo Per esempio sosteneva che la negazione del peccato originale, oltre ad implicare l'inutilità dell'aiuto soprannaturale dei sacramenti, implica ultimamente che l'uomo può operare solo il bene.
Nel 1860 il vescovo di Perpignano Philippe Gerbet pubblicò una sua lettera pastorale "Sugli errori del tempo presente", contenente una lista di 85 errori del "protestantesimo sociale", dalla quale Pio IX prese il modello per il Sillabo. Nel 1862 Pio IX affidò una prima lista di 61 errori, redatta in latino, a circa trecento vescovi, dai quali ottenne un consenso praticamente unanime. Tra il luglio e l'ottobre dello stesso anno, la lista divenne pubblica (fu per esempio proposta sul Mediatore, giornale fondato dal sacerdote lucchese Carlo Passaglia, docente presso l'Università Romana).

## Valore giuridico
In termini giuridici il Sillabo non è vincolante, poiché si presenta come un elenco di proposizioni allegato all'enciclica Quanta cura, ma sprovvisto tanto dell'indicazione dell'autorità che lo promulga quanto della dichiarazione esplicita di condanna. Per questo molti lo hanno definito come un «parere di un avvocato pieno di citazioni del Codice».
Secondo il parere di molti teologi e studiosi, il Sillabo è comunque una definizione ex cathedra, e pertanto considerabile nell'ambito dell'infallibilità del papa in termini di fede e di morale, al pari della Quanta cura; altri teologi esprimono una posizione meno netta, derivando l'infallibilità dal consenso praticamente unanime dell'episcopato cattolico.

## Forma del Sillabo
Il Sillabo contiene dieci gruppi di proposizioni. Ogni proposizione riporta la citazione di un precedente documento pontificio in cui l'errore era già stato condannato. Il Sillabo quindi non espone una dottrina originale, ma ribadisce sinteticamente e senza spiegazioni posizioni già espresse dal Magistero.
Nel primo gruppo (sette proposizioni) sono condannati panteismo, naturalismo e razionalismo assoluto. Nel secondo gruppo (sette proposizioni) si condanna il razionalismo moderato e la confusione tra natura e ragione.
Il terzo gruppo (quattro proposizioni) condanna l'idea relativista dell'uguaglianza di tutte le religioni (indifferentismo). In particolare, la proposizione XV, condanna l'ipotesi che l'uomo possa scegliersi la «religione che, col lume della ragione, reputi vera».
Un breve paragrafo intermedio ricorda, senza ulteriori citazioni, che sono già state condannate dalla Chiesa le «pestilenze» del socialismo, del comunismo, delle società segrete, società clerico-liberali (cioè il "liberalismo cattolico") e le società bibliche.
Seguono poi la condanna di venti errori sull'autorità del Papa, sulla Chiesa e i suoi diritti, e ventuno errori relativi alla società civile. La proposizione XXXIX condanna l'idea che «lo Stato in quanto origine e fonte di tutti i diritti, gode del privilegio di un diritto senza confini». La proposizione XL condanna l'idea che «la dottrina della Chiesa cattolica è contraria al bene ed agli interessi della umana società». C'è quindi una sezione di nove proposizioni errate sulla morale naturale e cristiana, fra cui la condanna dell'idea che «l'autorità non è altro che la somma del numero e delle forze materiali» (proposizione LX) e l'idea che «il negare obbedienza, anzi il ribellarsi ai Principi legittimi, è cosa logica» (proposizione LXIII). Seguono dieci proposizioni a proposito del matrimonio cristiano.

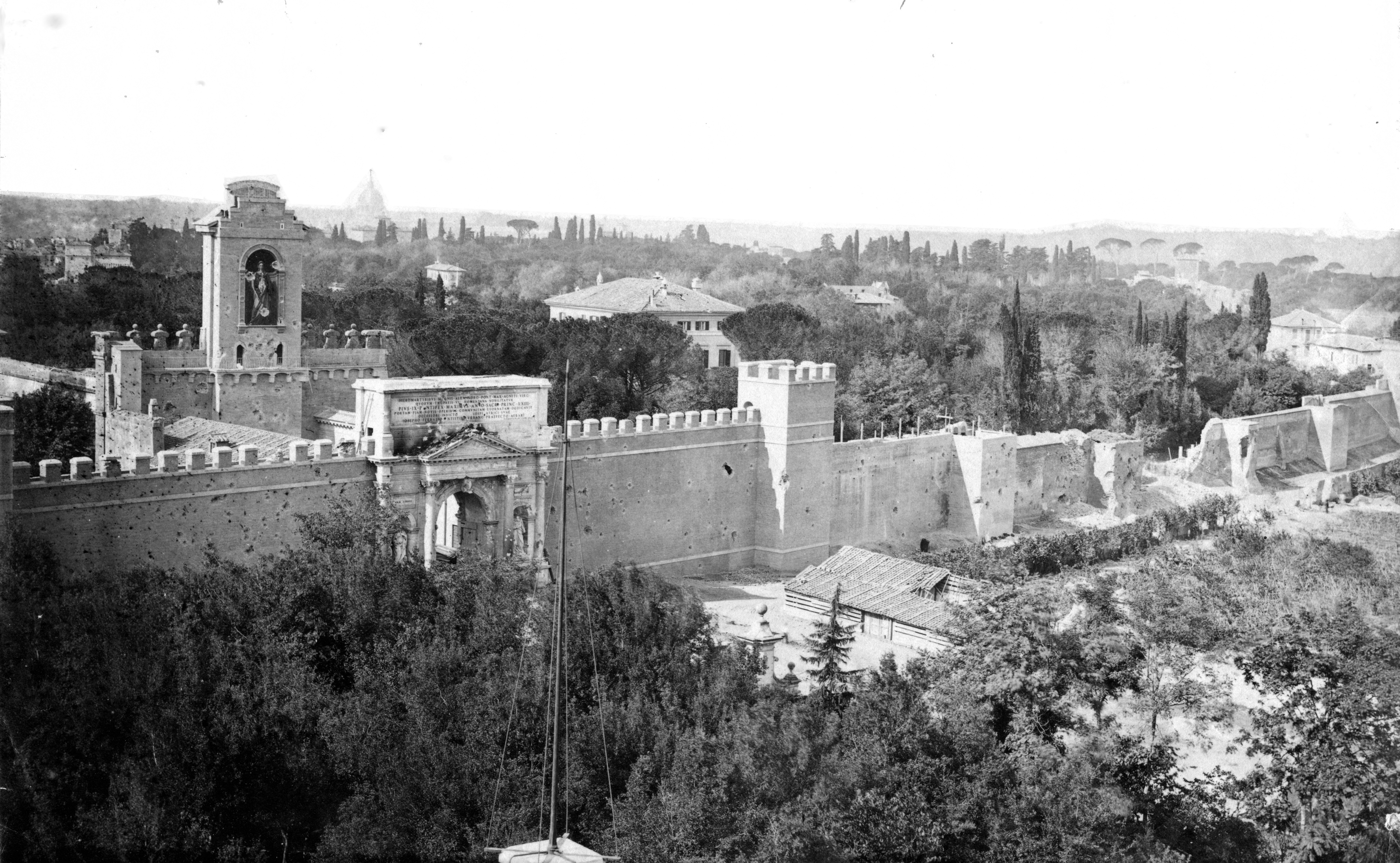
La breccia di Porta Pia in una foto dell'epoca

C'è quindi una breve sezione di due sole proposizioni a condannare gli errori relativi al diritto del Papa ad essere sovrano temporale dello Stato Pontificio: la proposizione LXXVI condanna l'idea che «l'abolizione del civile impero posseduto dalla Sede apostolica gioverebbe moltissimo alla libertà ed alla prosperità della Chiesa». Pochi anni dopo, con la Breccia di Porta Pia nel 1870 e la definitiva distruzione dello Stato Pontificio, si aprirà infatti la questione romana che durerà fino al 1929 con la firma dei Patti Lateranensi; fino alla sua morte, papa Pio IX continuò a definirsi "prigioniero dello stato italiano", coerentemente con la proposizione LXXVI.
Ci sono infine dieci proposizioni a condannare gli errori relativi al liberalismo. C'è anzitutto la condanna dell'eguaglianza delle diverse confessioni religiose di fronte allo Stato (proposizione LXXVII: «in questa nostra età non conviene più che la religione cattolica si ritenga come l'unica religione dello Stato, esclusi tutti gli altri culti, quali che si vogliano»).
C'è poi la proposizione conclusiva in cui si condanna l'influenza del contesto culturale in campo religioso (proposizione LXXX: «il Romano Pontefice può e deve riconciliarsi e venire a composizione col progresso, col liberalismo e con la moderna civiltà»).

## Reazioni al Sillabo
Al momento della pubblicazione del Sillabo, il Regno d'Italia stava terminando l'unificazione della penisola ed aveva già annesso parte dello Stato pontificio. I protagonisti del Risorgimento erano stati tutti scomunicati ed il Regno stava sopprimendo diversi ordini religiosi e secolarizzando i beni ecclesiastici. Erano diffusi testi "demitizzatori" (come la Vita di Gesù di Ernest Renan) e parte dello stesso mondo cattolico anteponeva le idee liberali alla dottrina della Chiesa. A queste circostanze si sommava la delusione dei liberali (che avevano gradito ed applaudito l'elezione di Pio IX credendolo un "papa liberale").
Nei primi giorni del gennaio 1865, prima il governo francese e poi quello italiano proibirono la lettura pubblica del Sillabo; parte della stampa italiana ed estera criticò papa Pio IX e la pubblicazione del Sillabo (di cui si occuperanno perfino giornali a carattere economico, come il settimanale inglese The Weekly Chronicle and Register).